# Kléber Laube Pinheiro
Kléber Laube Pinheiro, mais conhecido como Kléber (Vitória, 2 de maio de 1990) é um futebolista brasileiro que atua como centroavante. Atualmente, joga pelo Yokohama FC.

## Carreira

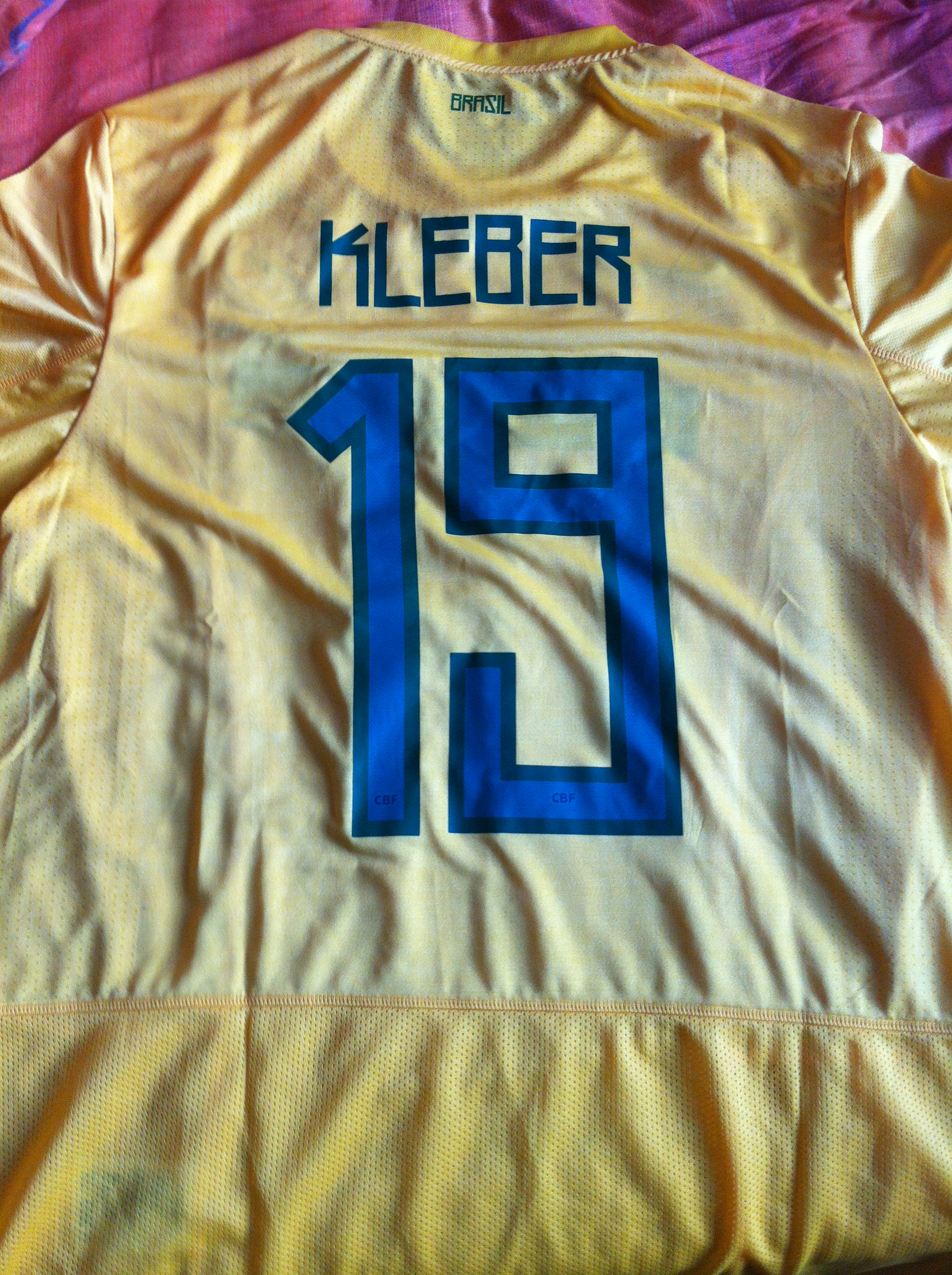
Camisa de Kleber pela Seleção Brasileira em 2011.

Kléber foi lançado na equipe profissional do Atlético Mineiro em 2009, pelo então técnico Emerson Leão. Seu único gol pela equipe profissional do clube foi contra o Boa Esporte, na última rodada da fase de classificação do Campeonato Mineiro. O gol foi marcado no último minuto de jogo, e garantiu ao Atlético a primeira colocação nesta fase.
Antes de se tornar profissional começou a carreira na escolinha de base de futebol do Residencial Praia de Camburi (RPC) com  Seu Doró! Localizado em Jardim Camburi, Vitória-ES Brasil.
Sem muitas oportunidades no decorrer do Campeonato Brasileiro, o jogador foi emprestado ao Marítimo, de Portugal. No Marítimo, Kléber se destacou em sua primeira temporada e ajudou o clube a se classificar para a disputa da Liga Europa.
Suas grandes atuações atraíram o interesse dos gigantes portugueses Porto e Sporting. Em julho de 2010, o Atlético chegou a aceitar uma proposta de compra do Porto, porém como o vínculo de Kléber com o Marítimo iria até junho de 2011, a negociação não pôde ser concretizada.
No dia 4 de julho de 2011, Kléber foi confirmado como nova contratação do Porto, após um ano de interesse. Especula-se que o clube português teria pago cerca de 2,5 milhões de euros pela parte do passe do jogador que pertencia ao Atlético. Começou o seu percurso no Porto de forma auspiciosa, ao anotar 5 golos no mesmo número de jogos na pré-época, tendo já também marcado mais 3 golos em 7 jogos oficiais no início da sua primeira temporada vestido de azul e branco.

### Palmeiras
Em 31 de janeiro de 2013, é noticiado o empréstimo de Kléber ao Sporting, mas a contratação acabou por se falhar. Nos inícios de fevereiro, é mais uma vez noticiado um empréstimo ao Palmeiras.
Em março fez um de seus primeiros jogos pelo novo time contra o Tigre (ARG), pela Taça Libertadores da América. Aos 43 minutos do segundo tempo, com o jogo empatado em 0–0, recebeu lançamento na intermediária e avançou sozinho pela grande área adversária, mas, ao tentar driblar por duas vezes o mesmo zagueiro, foi desarmado. No lance seguinte, o Tigre marcou e venceu a partida. Perguntado na saída do campo sobre o motivo do gol perdido, Kléber respondeu: "Displicência, apenas displicência. Mais nada." Com isso, ganhou da torcida do Palmeiras o apelido de "Kléber Displicente".
Depois de pouco mais de três jogos sem marcar, Kléber, com o intuito de responder às críticas, afirmou que Não foi ao clube para passear, que está aqui para ajudar o Palmeiras. Fez seu primeiro gol pelo Palmeiras contra o Santos, empatando o jogo em 1–1 pelas quartas-de-final de campeonato paulista em 27 de abril de 2013. Mas acabou perdendo nos pênaltis por 4–2.

## Seleção Brasileira
Em 22 de setembro de 2011, foi convocado pela primeira vez para jogar pela Seleção Brasileira, contra México e Costa Rica, mas teve uma lesão no ombro esquerdo e teve que ser cortado da lista dos convocados para os amistosos contra a Costa Rica e México.

## Títulos
FC Porto
- Supertaça Cândido de Oliveira: 2010/11, 2011/12
- Primeira Liga: 2011/12

## Outras Conquistas
Atlético Mineiro
- Troféu Nereo Rocco - Gradisca d'Isonzo (Sub-17): 2008
- Torneio de Terborg (Sub-20): 2008
- Torneio de Ennepetal (Sub-20): 2008

FC Porto
- Troféu Pedro Pauleta: 2012

## Conquistas Pessoais
Atlético Mineiro
- Melhor Jogador - Torneio de Terborg (Sub-20): 2008